# Igor Hernández
Igor Hernández Colina (* 22. Januar 1977 in San Carlos) ist ein venezolanischer Beachvolleyballspieler.

## Karriere
Hernández spielte 2000 und 2002 zwei Open-Turniere mit Franson Neris. Von 2005 bis 2006 bildete er ein Duo mit Farid Mussa, das als beste Ergebnisse zwei 17. Plätze in Salvador da Bahia und Kapstadt aufweisen konnte. Ende 2006 wurde Jackson Henríquez sein neuer Partner. In den ersten Turnieren gab es wieder 17. Plätze in Acapulco und Manama. 2007 absolvierte das Duo auch die ersten Grand Slams. Nach dem Grand Slam in Berlin 2008 trennte es sich wieder. Anschließend kam Hernández mit seinem langjährigen Partner Jesus Villafañe zusammen. Beim ersten gemeinsamen Auftritt erreichten Villafañe/Hernández in Guarujá als Neunte gleich die Top Ten. Das gleiche Ergebnis gelang ihnen kurz darauf in Manama. 2009 schafften die beiden Venezolaner unter anderem einen 17. Platz beim Grand Slam in Gstaad. Im folgenden Jahr kamen sie bei internationalen Turnieren jedoch nicht über Platz 33 hinaus und 2011 war das beste Ergebnis Platz 25 bei den Brasília Open. 2012 wurden Villafañe/Hernández in Peking und Berlin jeweils 17. Beim Continental Cup der CSV qualifizierten sie sich für die Olympischen Spiele in London. Dort trafen sie in der Vorrunde unter anderem auf die deutschen Teilnehmer Jonathan Erdmann und Kay Matysik. 2013 nahmen Fañe/Hernández an der Weltmeisterschaft in Stare Jabłonki teil und erreichten dabei die erste Hauptrunde, in der sie gegen die Italiener Nicolai/Lupo ausschieden.